# St. Johannes der Täufer (Ludwag)

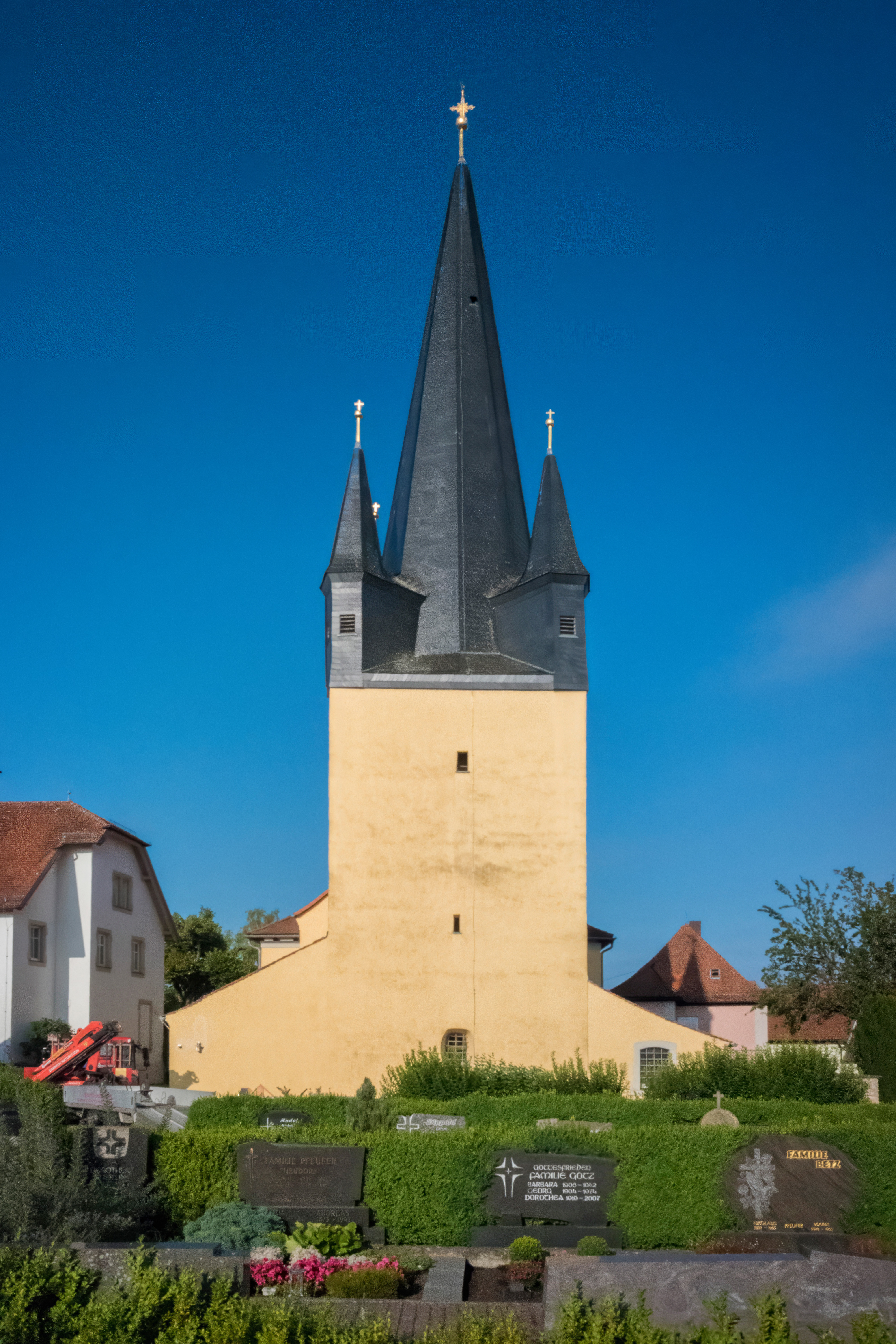
St. Johannes der Täufer (Ludwag)

Die römisch-katholische Pfarrkirche St. Johannes der Täufer steht in Ludwag, einem Gemeindeteil der Stadt Scheßlitz im oberfränkischen Landkreis Bamberg (Bayern). Das  denkmalgeschützte Bauwerk  hat einen Chorturm aus dem  15. Jahrhundert mit einem romanischen Kern. Die Pfarrei gehört zum Seelsorgebereich Gügel im Dekanat Bamberg des Erzbistums Bamberg.

## Beschreibung
Der Chorturm der Saalkirche ist im Kern romanischen Ursprungs und wurde wohl im 13. Jahrhundert als Wehrturm anstelle einer Kapelle errichtet.
In den Jahren 1670/71 wurde das Kirchenschiff vergrößert und 1737 wurde die Eigenständigkeit der Pfarrei Ludwag bestätigt, die ursprünglich zu Scheßlitz gehörte.
Der Kirchturm ist mit einem schiefergedeckten achtseitigen Helm bedeckt, der an den Ecken von kleinen Türmchen flankiert wird. 1923/1924 wurde nach einem Abbruch des alten Kirchenschiffes das mit einem Walmdach bedeckte Langhaus nach einem Entwurf von Michael Kurz errichtet. Der Chorturm wurde durch einen Gebäudetrakt einbezogen. Am 12. Oktober 1924 weihte der Bamberger Erzbischof Jacobus von Hauck das Gotteshaus ein.
Die Kirchenausstattung stammt vom Vorgängerbau. Den Hochaltar hat Friedrich Theiler 1814 und die Seitenaltäre bereits früher geschaffen. Das Altarretabel des linken Seitenaltars malte Joseph Scheubel II.